# ميخائيل ر. جولد
ميخائيل ر. جولد هو أحيائي كندي، ولد في 30 أغسطس 1956.
1. ↑   http://orcid.org/0000-0003-1222-3191. اطلع عليه بتاريخ 2019-01-12. {{استشهاد ويب}}: |url= بحاجة لعنوان (مساعدة) والوسيط |title= غير موجود أو فارغ (من ويكي بيانات) (مساعدة)
2. ↑  Angel Montenegro (27 Sep 2023), ORCID Public Data File 2023 (بالإنجليزية), DOI:10.23640/07243.24204912.V1, QID:Q123508386